# Нотобранхиеви
Нотобранхиевите (Nothobranchiidae) са семейство животни от разред Шаранозъби (Cyprinodontiformes).
Таксонът е описан за пръв път от Самюъл Гарман през 1895 година.

## Родове
- Aphyosemion
- Archiaphyosemion
- Callopanchax
- Epiplatys
- Episemion
- Fenerbahce
- Foerschichthys
- Fundulopanchax
- Nimbapanchax
- Nothobranchius
- Pronothobranchius
- Scriptaphyosemion